# Formula One Group
Formula One Group — группа компаний, ответственных за продвижение Чемпионата мира Формула-1 Международной автомобильной федерации (FIA) и использование коммерческих прав в этом виде спорта.

## История и деятельность

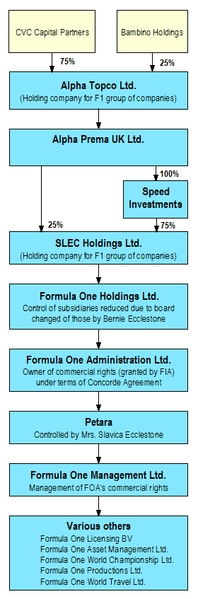
Структура Formula One Group

В 1974 году была основана Ассоциация конструкторов Формулы-1 (FOCA), целью которой было повышение коммерческой организации соревнований на благо гоночных команд. В 1978 году директором FOCA стал Берни Экклстоун, который вместе с Максом Мосли повёл борьбу с международной федерацией автоспорта Fédération Internationale du Sport Automobile (FISA) за коммерческие права на Формулу-1.
В 1987 году, после окончания первого Договора согласия (1982—1986), Берни Экклстоун основал Formula One Promotions and Administration (FOPA) для управления телевизионными правами в интересах команд Формулы-1, которая впоследствии стала называться Formula One Management (FOM). В 1995 году FIA приняла решение о предоставлении коммерческих прав на Формулу-1 организации Formula One Administration (FOA), подконтрольной FOM, на 14-летний период.
В 1996 году была создана холдинговая компания SLEC Holdings, которой Экклстоун передал свое право собственности бизнеса Формулы-1, чтобы его жена Славица Экклстоун начала готовить выход этой компании на IPO. В октябре 1999 года компания Morgan Grenfell Private Equity приобрела 12,5 % акций SLEC Holdings за $234 млн. В феврале 2000 года Hellman and Friedman купила 37,5 % доли SLEC Holdings за $625 млн. Оставшаяся часть SLEC Holdings контролируется Kirch Group, которая управляется Formula One Holdings (FOH). Затем SLEC, FOH, FOA и FOM перешли в управление компанией Bambino Holdings. Formula One Group планировала свой выход на IPO на Сингапурской фондовой бирже в июне 2012 года, но перенесла это на 2013 год.
До настоящего времени Formula One Group контролировалась акционерами холдинга Delta Topco с довольно сложной структурой и включает в себя несколько дочерних компаний, которые контролируют различные права Чемпионата мира по автомобильным гонкам Формула-1. Так коммерческие права Формулы-1 контролируются компанией Formula One World Championship Limited (FOWC), которая получила их от FIA на 100 лет. FOWC, как обладатель коммерческих прав, согласовывает контракты на проведение Гран-при Формулы-1, а также заключает договоры с телевещательными компаниями. Компания имеет своих представителей в FIA World Motor Sport Council. Другая компания — Formula One Licensing BV, обладает правами на товарные знаки Формулы-1. Formula One Management (FOM) является основной операционной компанией группы.
Formula One Group включает в себя и ряд других родственных компаний, не являющихся частью группы, но контролируемые холдингом Delta Topco — это серии автогонок GP2 и GP3. Также она обладает правами на имя GP1 и владеет гоночной трассой Истанбул Парк в Турции.
В конце 2016 года, Liberty Media договорилась о покупке контрольного пакета акций в Formula One Group за $ 4,4 млрд (£ 3,3 млрд). Сделка была одобрена регулирующими органами и завершена 23 января 2017 года. Чейз Кэри стал исполнительным директором Группы.